# Александровский район (Запорожье)

Современные районы города: 1. Александровский
2. Заводский
3. Коммунарский
4. Днепровский
5. Вознесенский
6. Хортицкий
7. Шевченковский

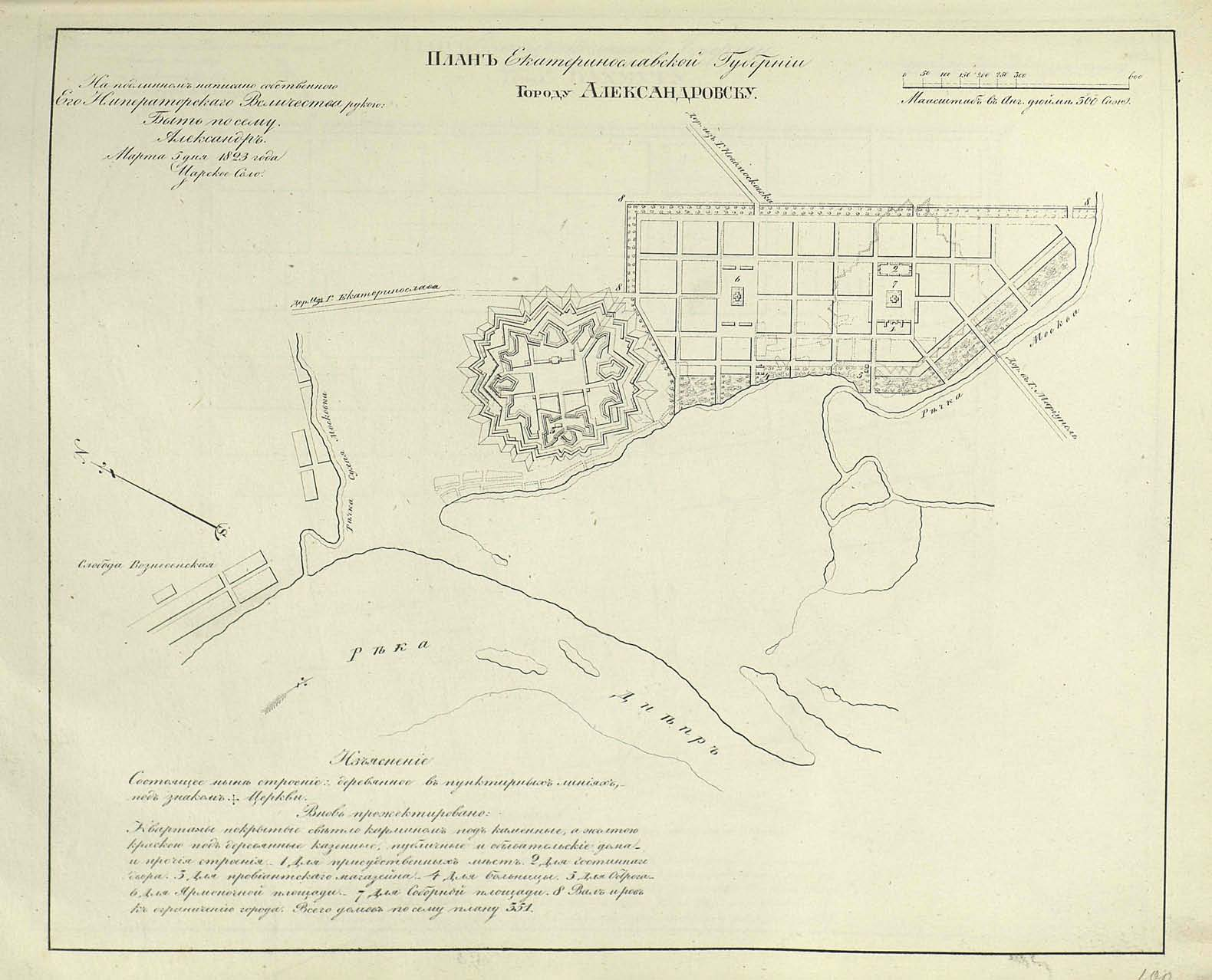
План Александровска, 1823 года.

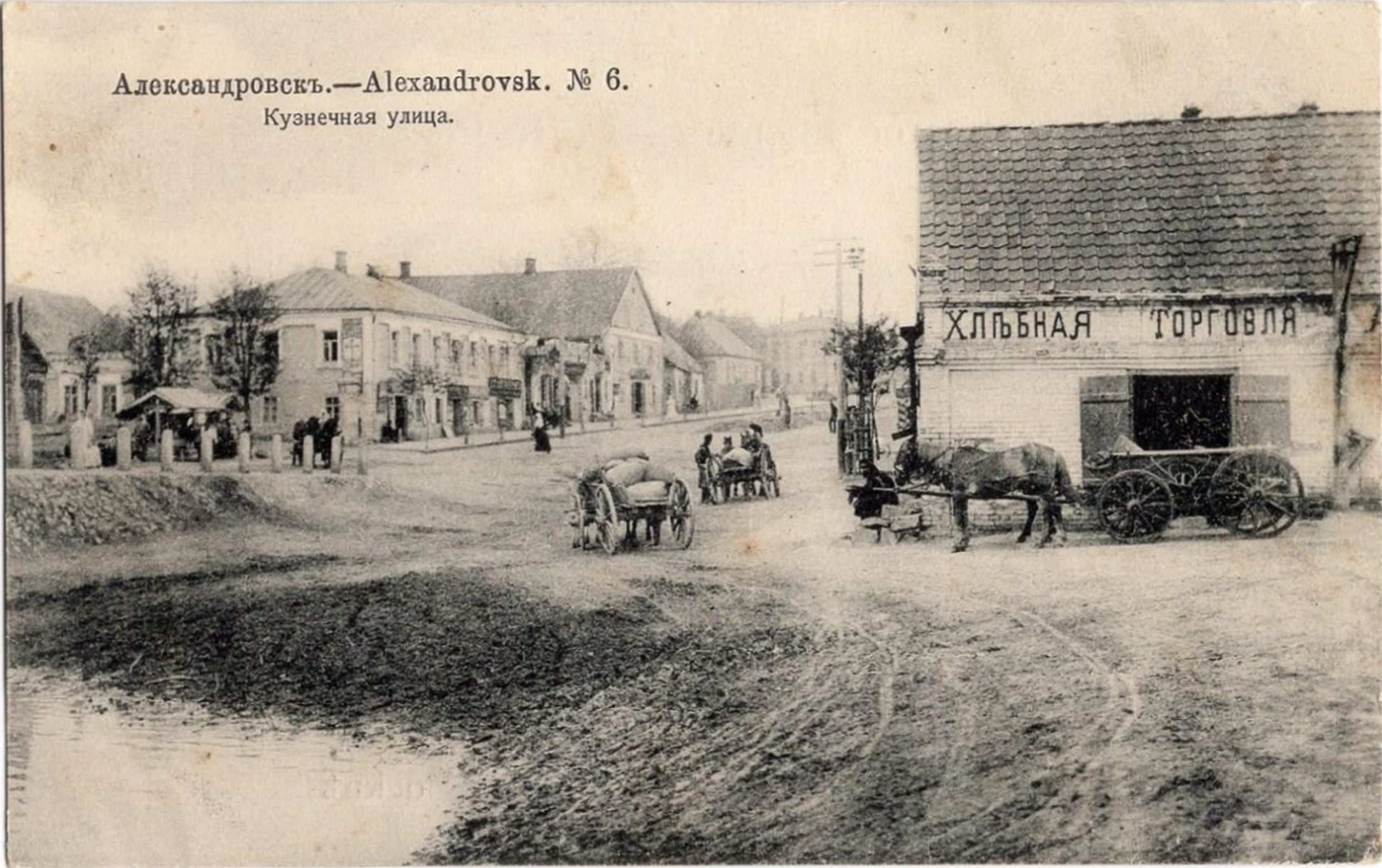
Александровск в конце XIX века. Улица Кузнечная.

Алекса́ндровский райо́н (укр. Олекса́ндрівський райо́н; до 2016 года — Жовтневый) — один из районов украинского города Запорожье.
Александровский район охватывает старую часть города, в котором находятся часть исторических и культурных объектов города. Основанная в 1770 году Александровская крепость (из которой позже возник город Александровск) располагалась на территории современного Александровского района.
Общая площадь района 11,2 км2.
Код КОАТУУ — 2310136300.
Район граничит с Вознесеновским, Шевченковским, Коммунарским районами.

## История
Район был создан в 1935 году. До 1961 года носил название Сталинский, с 1961 года, в связи с борьбой украинских коммунистов с культом личности Сталина переименован в Жовтневый.
В 1962 году, в связи с развитием города, области и республики, как одного из индустриальных центров СССР, из территории Жовтневого района был выделен Шевченковский район, а в 1977 году — Коммунарский.
В 2016 году, в связи с политикой украинизации и декоммунизации был переименован в Александровский.

## Население
На 1 января 2014 год наличное население района — 69,7 тыс. человек, постоянное население — 69,4 тыс. человек.
| 2001 | 2009   | 2010   | 2011   | 2012   | 2014 |
| ---- | ------ | ------ | ------ | ------ | ---- |
| 76,3 | 72,043 | 71,270 | 70,933 | 70,616 | 69,7 |

### Языковой состав
Родной язык населения по данным переписи 2001 года:
| Язык       | Численность, чел. | Доля     |
| ---------- | ----------------- | -------- |
| Украинский | 27 550            | 36,32 %  |
| Русский    | 47 110            | 62,11 %  |
| Другое     | 1 192             | 1,57 %   |
| Итого      | 75 852            | 100,00 % |

## Инфраструктура
В Александровском районе насчитывается 63 улицы, 13 переулков, 4 площади; территория района пересекается центральной улицей города — проспектом Соборный.
Согласно технической характеристики района количество дорог составляет 83 единицы общей площадью 85,7 га, длина электросетей — 126226 м, длина водопровода — 160 км.

## Промышленность
Экономический потенциал района насчитывает около 3300 предприятий, организаций и учреждений различных форм собственности.
Основными отраслями хозяйства Александровского района являются торговля, банковское дело, машиностроение и транспорт, связь, лёгкая промышленность, производство и распределение воды и тепловой энергии, строительство, операции с недвижимостью, юридические услуги, образование, издательское дело, деятельность в сфере информатизации, культуры и отдыха.
Среди 17 промышленных предприятий, размещенных на территории района, первопроходцы индустриализации края (в скобках год основания): ОАО «Запорожский электровозоремонтный завод» (1905), Запорожский судостроительный и судоремонтный завод (1913), Государственное коммунальное предприятие «Водоканал» (первое упоминание в 1893). Широко известны производители товаров народного потребления ОАО «Запорожская кондитерская фабрика», ОАО ВТФ «Селена» и другие.

## Образование
На территории района располагаются три университета (Запорожский национальный университет, Запорожский национальный технический университет, Классический приватный университет), два колледжа (Запорожский торговый колледж и Запорожский колледж радиоэлектроники), 3 лицея (Запорожский профессиональный лицей водного транспорта, Запорожский профессиональный лицей железнодорожного транспорта, Запорожский профессиональный торгово-кулинарный лицей), 12 общеобразовательных школ, вечерних школ, школ эстетично-музыкального воспитания, 15 дошкольных учебных заведений, одна музыкальная школа, один коллегиум.

## Досуг
В распоряжении жителей района: спортивный клуб Запорожского национального технического университета, спортивный клуб Запорожского национального университета, Дворец спорта и бассейн «Спартак», Запорожское областное управление физического воспитания и спорта комитета с физического воспитания и спорта Украины, Запорожская областная организация физкультурно-спортивного общества «Динамо», 4 библиотеки, 5 детско-юношеских клубов, 4 центра культуры, отдыха и развлечений.
В Александровском районе находятся Областной краеведческий музей, Запорожский академический областной украинский музыкально-драматический театр имени В. Г. Магара, Запорожский областной театр кукол.
На территории района находится 9 памятников градостроительства и 152 памятника архитектуры, среди них 2 памятника национального значения (особняк Бадовского и дом Александровской земской управы).
В районе находится 2 парка и 14 скверов, в том числе самый главный парк — ЦПКиО «Дубовая роща» (укр. Дубовий гай) площадью в 542 699 м².

## Фото

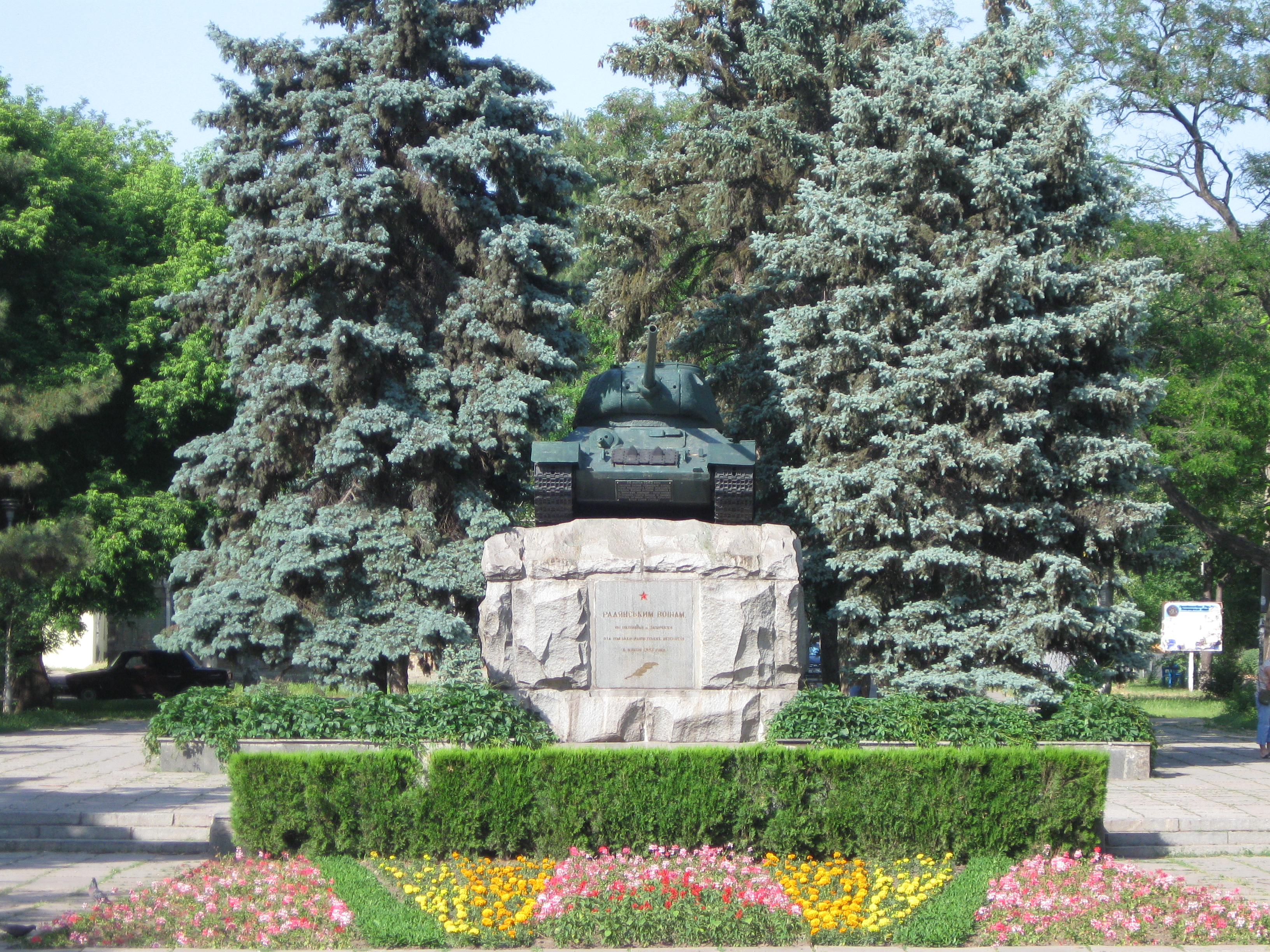
Монумент советским воинам в память об экипаже Н. Яценко на площади Университетской
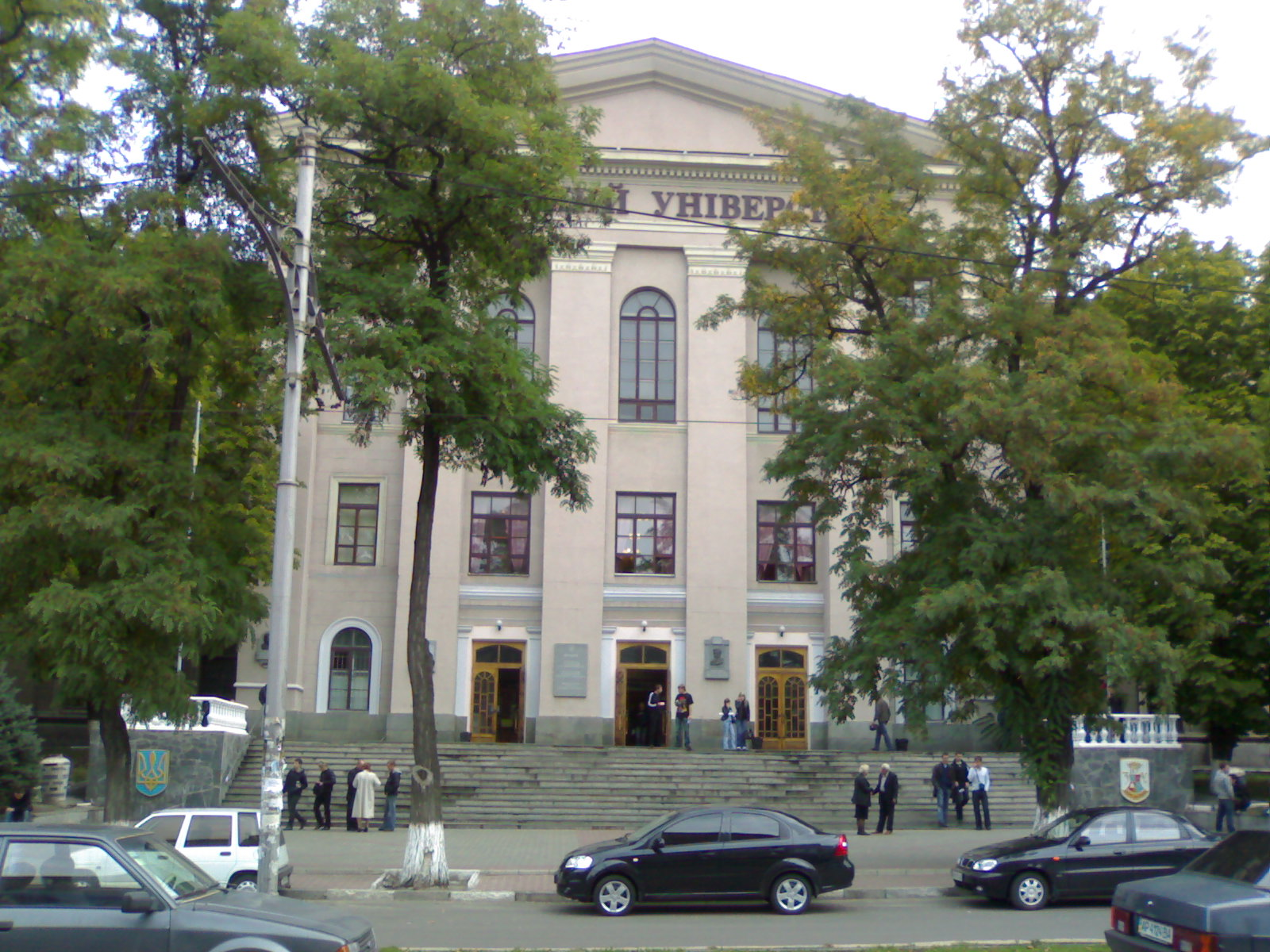
Главный корпус Запорожской политехники
Классический приватный университет